# Democratische Oppositie van Slovenië
Demos was een coalitie van Sloveense politieke partijen tijdens de eerste vrije verkiezingen in 1990. De naam Demos was afgeleid uit Democratische Oppositie van Slovenië (Sloveens: Demokratična opozicija Slovenije). Door interne onenigheid viel deze partijencoalitie in april 1992 uiteen, wat eindigde in de val van het kabinet Peterle.
Aangesloten waren de volgende partijen:
- Sloveense Christendemocraten
- Sloveense Volkspartij
- Groenen van Slovenië
- Sociaaldemocratische Partij van Slovenië
- Sloveense Handwerkliedenpartij
- Sloveense Democratische Bond